# Dasyochloa
Dasyochloa is een geslacht uit de grassenfamilie (Poaceae). Er is een soort bekend van dit geslacht: Dasyochloa pulchella (synoniem: Erioneuron pulchellum). Deze komt voor in Mexico en de Verenigde Staten.